# Grândola
Grândola is een plaats en gemeente in het Portugese district Setúbal.
De gemeente heeft een totale oppervlakte van 818 km² en telde 14.901 inwoners in 2001.